# ويليام كلارك (محامي)
ويليام كلارك (بالإنجليزية: William Clark)‏ هو قاضي ومحامي أمريكي، ولد في 1 فبراير 1891 في نيوآرك في الولايات المتحدة، وتوفي في 10 أكتوبر 1957 في كولمبو في سريلانكا.